# Повстанський рух у Старобільському повіті (1917—1921)

У 1920–1921 рр. повстанці Старобільщини боролись під чорним махновським прапором

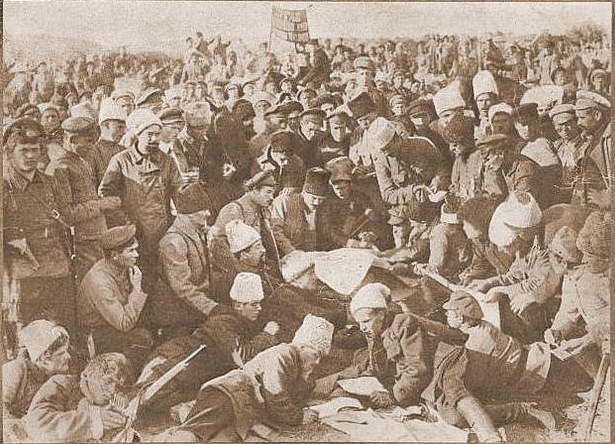
Штаб і командний склад Повстанської Армії обговорює проект розгрому врангелівців. Старобільськ, 1920 р.

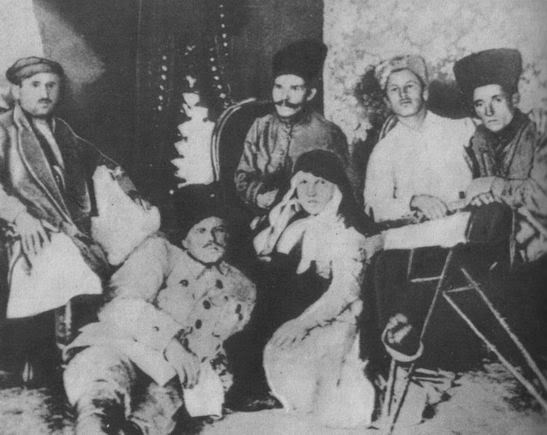
Поранений Махно (другий зліва вгорі) у старобільському шпиталі, 1920 р.

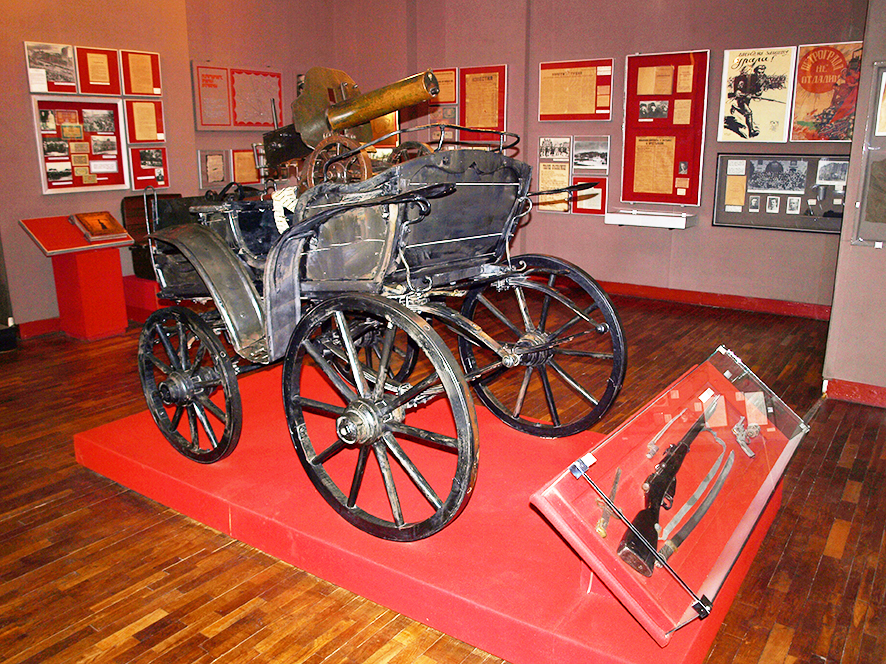
Тачанка з кулеметом Максима. Луганський обласний краєзнавчий музей

Повстанський рух у Старобільському повіті Харківської губернії в 1917—1921 роках — масовий збройний рух українського селянства проти більшовицької влади у Старобільському повіті Харківської губернії (тепер на півночі Луганської області). У ньому брали участь переважно селянсько-анархістські формування.
Водночас кілька загонів були підпорядковані збройним силам УНР. З деякими перервами проіснував до 1931 року.

## Історичний огляд
1918 року на сході Харківської губернії діяли загони Запорозького корпусу армії Української Народної Республіки. Так, у Новопсковському районі гайдамаки Запорозького корпусу захищали кордони Української держави від більшовиків і денікінців. На Майданах, околиці села Можняківка, перебувала кінна сотня сотника Ляховича кінного полку ім. кошового К. Гордієнка. За іншими відомостями, тут служили січові стрільці Євгена Коновальця.
У наступні роки все більше селян, невдоволених більшовицькою політикою на селі, схиляється до повстансько-партизанського руху. У 1920–1921 роках повстанською боротьбою було охоплене усе лівобережжя Дінця. 1920 року начальник луганської міліції І. Кравченко так характеризував ситуацію в краї:
| «Луганський повіт за своєю територією і політичними поглядами населення можна розділити на дві половини, що різко відрізняються одна від одної: Північна і Південна. Південна половина, у якій переважає робітниче населення, співчутливо ставиться до радянської влади і підтримує всі її починання. Бандитизм, як кримінальний, так і політичний тут відсутній. Північна половина повіту, у якому виключно селянське населення, має погляди явно протирадянські й, тому, тут і звив собі гніздо бандитизм. Особливо контрреволюційно налаштовані райони Петропавлівський і Слов'яносербський. Селяни Петропавлівки не тільки співчувають бандитам, але навіть активно підтримують їх, виступаючи в боях разом з бандитами проти міліції та Червоної Армії».[4] |
В іншому донесенні йшлось: «Заради того, щоб знищити загін повстанців чисельністю не більше, ніж 150 людей, потрібні вчетверо більші сили… Уникнути зіткнень з червоними частинами бандитам дуже легко, тому що вони користуються підтримкою місцевого населення та добровільними агентами-розвідниками, вони завжди поінформовані про місце розташування та пересування частин Червоної Армії».
Хоча більшовики характеризували повстанців як бандитів, вони боролись проти тих, хто насаджував радянську владу: «Банда шляхом проходження стратила багато радпрацівників, розграбувала виконком, зарубала чотирьох міліціонерів»; «Ховаються окремі дрібні банди, що переслідують тільки міліцію і продробітників, не чіпаючи рад[янських] службовців».
Був зафіксований й зовсім анекдотичний випадок:
| «Банда в три шаблі, розігнавши виконком, знищила справи»[6]. |

## Повстанські загони

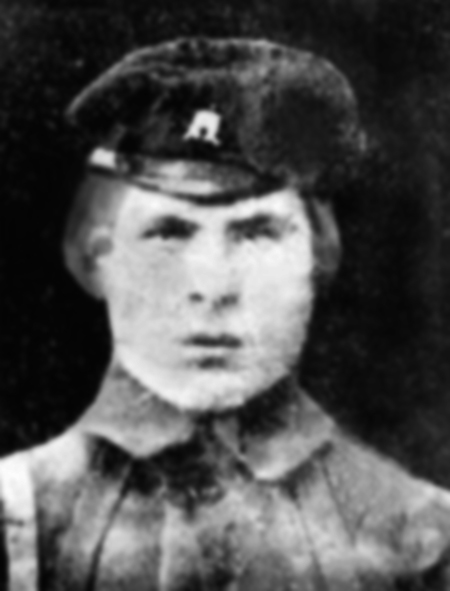
Отаман повстанського загону на Старобільщині Іван Каменюка

На початку 1920-х років на територіях Харківської та Донецької губерній, які нині у складі Луганської області, діяли загони петлюрівського отамана Волоха, повстанських отаманів Безуглова, Блохи, Колесника, Ковальова, Маруся, Петренко (Петра Молнії), Терезова, Шаровалова, Шерстюка. Восени 1920 року на Старобільщину прибув Нестор Махно, який прагнув об'єднати повстанський рух у краї.
Серед чисельних повстанців найбільшу загрозу для більшовиків викликав загін Івана Каменюки.
Навесні 1921 року чисельність його загону становила 600 шабель і 200 багнетів. Але вже незабаром у Каменюки було близько двох тисяч бійців. На його озброєнні були також тачанки й гармати. З такими силами отаман здійснює рейд територією Луганщини до річки Міус. 5 березня він повертається на північ і захоплює Старобільськ, коли там тривав з'їзд комнезамів. Усі делегати й радянський актив, разом із секретарем райкому КП(б)У П. Нехорошим і керівником місцевого ЧК Вишневським були знищені.
8 червня 1921 року повстанці І. Каменюки провели рейд селами Піски, Закотне, Колядівка, Вовкодаєве, Новоолександрівка й Михайлівка.

## Ліквідація повстанського руху

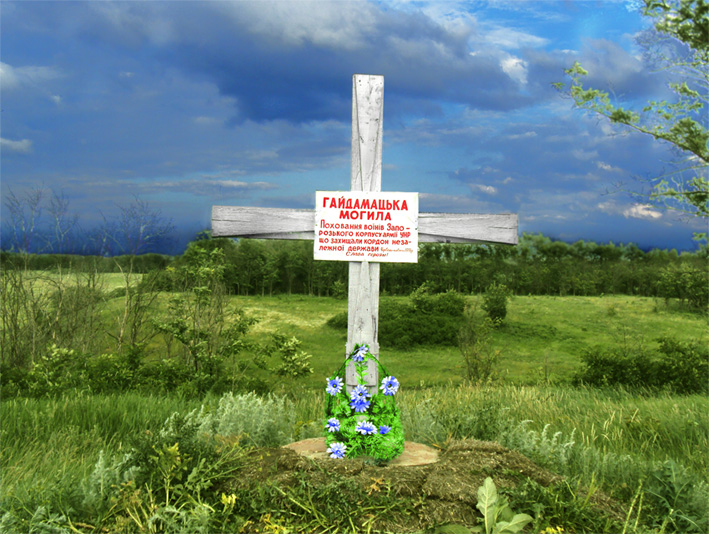
Гайдамацька могила 1918 р. у селі Можняківка Луганської області

На боротьбу з повстанцями більшовики кинули співробітників міліції, чекістів, чопівців і червоноармійців. На допомогу з Росії прибув батальйон Червоної Армії під командуванням О. Ротермеля, кавалерійська винищувальна група і рота 3-го Заволзького полку. Операцією керував уповноважений Брянського ЧК, згодом начальник повітового ЧК Дмитро Медведєв (у 1940-х роках командир розвідувально-диверсійної групи НКВС у Західній Україні).
На рубежі 1921–1922 років повстанський рух був розгромлений. Однак у 1929–1930 роках цього разу політика колективізації спровокувала знову соціальний вибух. На Старобільщині селяни підняли повстання під гаслами: «Геть радянську владу!», «Хай живе Народна воля!»